# Śriranga II
Śriranga II (ur. ?, zm. 1630) – król Widżajanagaru z dynastii Arawidów.
Panował w latach 1619–1630. Okres rządów Śrirangi II to czas powolnego rozpadu państwa Arawidów. Po jego śmierci wybuchły walki o sukcesję.

## Literatura
- Śriranga I, [w:] M. Hertmanowicz-Brzoza, K. Stepan, Słownik władców świata, Kraków 2005, s. 791.